# 1442
سنة 1442 كانت سنة بسيطة تبدأ يوم الإثنين (الرابط يظهر نموذج التقويم الكامل للسنة) من التقويم اليولياني.

## مواليد
- أحمد زروق

## وفيات
- تقي الدين المقريزي